# Pistis Sophia
Pistis Sophia (gr. πίστις: „Glaube“ und σοφία: „Weisheit“) ist einer der wichtigsten koptisch-gnostischen Texte. Er gibt Lehrgespräche wieder, die Jesus noch nach seiner Auferstehung mit den Jüngern gehalten haben soll.

## Überlieferung und Datierung
Die Überlieferung der Pistis Sophia beschränkt sich auf die koptische Übersetzung des ursprünglich griechischen Werks, die in einer einzigen Handschrift erhalten ist, dem Codex Askewianus, der nach dem britischen Arzt und Büchersammler  Anthony Askew benannt ist. Diese Handschrift erwarb das British Museum im Jahr 1795. Die Pistis Sophia bekam ihren Namen fälschlicherweise von Karl Gottfried Woide, der den Codex zuerst untersuchen konnte. Die späteren Autoren behielten den Namen aber gewohnheitsmäßig bei, so schlug Carl Schmidt als bessere Überschrift Τεύχη του Σωτῆρος vor, d. h. Bücher des Heilands oder Bücher des Retters. Die Entstehung des ursprünglichen Werkes ist auf einen Zeitraum vom zweiten bis dritten Jahrhundert datierbar. Eine besondere Bedeutung erhält die Schrift dadurch, dass sie, neben den erst viel später aufgefundenen Nag-Hammadi-Schriften, eines der wenigen direkten Zeugnisse über den antiken Gnostizismus ist, das nicht aus patristischen apologetischen Schriften gegen die als Häretiker verurteilten Gnostiker stammt.

## Autor
Woide hat diese Schrift dem christlich-gnostischen Lehrer Valentinus zugeschrieben, dem die älteren Gelehrten folgten, so  La Croze, Schwartze und Amélineau, auch Mead. Die spätere, vor allem die deutsche Forschung nach Karl Reinhold von Köstlin steht dieser Auffassung skeptisch bis ablehnend gegenüber und bringt die Schrift eher mit der ophitischen Gnostik in Verbindung, so auch Adolf von Harnack.

## Inhalt
Die Pistis Sophia berichtet, dass Jesus Christus noch elf Jahre nach der Auferstehung auf Erden gewirkt habe, und seine Jünger dabei die erste Stufe der Mysterien lehren konnte. Der Text beginnt mit einer Allegorie von Tod und Auferstehung Christi, die zugleich den Auf- und Abstieg der Seele beschreibt. Später werden die wichtigsten Gestalten der gnostischen Kosmologie behandelt und 32 fleischliche Begierden aufgezählt, die überwunden werden müssen, um Erlösung zu erlangen.
Die Pistis Sophia gibt dem Archon Sabaoth ihre Tochter Zoe, die Lebenssophia, zur weiblichen Ergänzung.

## Ausgaben
Die Erstausgabe des koptischen Textes und eine lateinische Übersetzung basierend auf dem Codex Askewianus erfolgte durch Moritz Gotthilf Schwartze und wurde 1851 im Druck postum herausgegeben von Julius Heinrich Petermann, der dafür die Abschriften und Aufzeichnungen Schwartzes verwendete. Die erste deutsche Übersetzung mit zahlreichen Verbesserungen am Text gegenüber Schwartzes Ausgabe erfolgte 1905 durch Carl Schmidt. Eine zweite Ausgabe des koptischen Textes erfolgte, verzögert durch den Krieg, durch Schmidt 1925.